# مرشد الأمة
 مُرشد الأمة  هي دورية تونسية تصدر باللغة العربية أسسها سليمان الجادوي في تونس عام 1909م.